# Гийом, Эжен
Жан-Батист Клод Эжен Гийом (фр. Jean-Baptiste Claude Eugène Guillaume; 4 июля 1822, Монбар — 1 марта 1905, Рим) — французский скульптор академического направления периода Второй Империи, педагог и историк искусства.

## Биография
Эжен Гийом родился 4 июля 1822 года в городе Монбаре, департамент Кот-д’Ор, Бургундия.

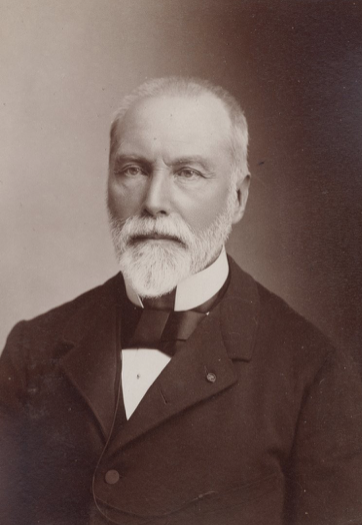
Эжен Гийом. Фотография Надара. Между 1875 и 1895

Эжен Гийом чился рисунку и скульптуре в Дижоне, затем в Париже у Пьера-Жюля Кавелье, Жана-Франсуа Милле и Луи-Эрнеста Барриа в Школе изящных искусств, куда поступил в 1841 году, и где в 1845 году получил Римскую премию за скульптуру «Тесей, нашедший на скале меч своего отца».
В 1864 году Эжен гийом стал директором Школы изящных искусств, а с 1878 по 1879 год — генеральным директором Департамента изящных искусств, до его упразднения, был профессором рисунка Политехнической школы.	
С 1882 года он был профессором Коллеж де Франс, а с 1891 по 1904 год – директором Французской академии в Риме. В 1869 году он был избран почётным членом Королевской академии художеств в Лондоне. В 1890 году он председательствовал на Международной выставке чёрно-белой графики (l'Exposition internationale de blanc et noir).
26 мая 1898 года он был избран в Французскую академию, сменив герцога Омальского. 16 августа 1900 года он был возведён в звание Большого креста ордена Почётного легиона.
Среди наиболее известных произведений скульптора: «Анакреон» (1852) и «Фошер» (1855, Люксембургский музей); четыре барельефа в церкви Святой Клотильды, , изображающие сцены из жизни этой святой, церкви Сен-Жермен-л'Осеруа в Париже, кариатиды и фронтонная группа павильона Тюрго Луврского дворца (1857); семь бюстов Наполеона I, представляющих его в разном возрасте (1867); группа «Музыка», украшающая фасад здания Оперы Гарнье в Париже; статуи «Источник поэзии» и «Орфей»; фигура св. Людовика в парижском здании суда; памятник Жирару, в Авиньоне; статуя Кольбера в Реймсе, мраморный бюст Виктора ле Клерка. В Музее Орсе в Париже выставлена скульптура «Гракхи» (1853).
Эжен Гийом был влиятельным в своё время историком искусства, писавшим преимущественно о скульптуре и архитектуре классического периода и эпохи итальянского Возрождения. 
Эжен Гийом умер 1 марта 1905 года в Риме. Похоронен в Париже на кладбище Пер-Лашез (67-й отдел).
В числе его известных учеников был Альфред Ленуар.

## Галерея

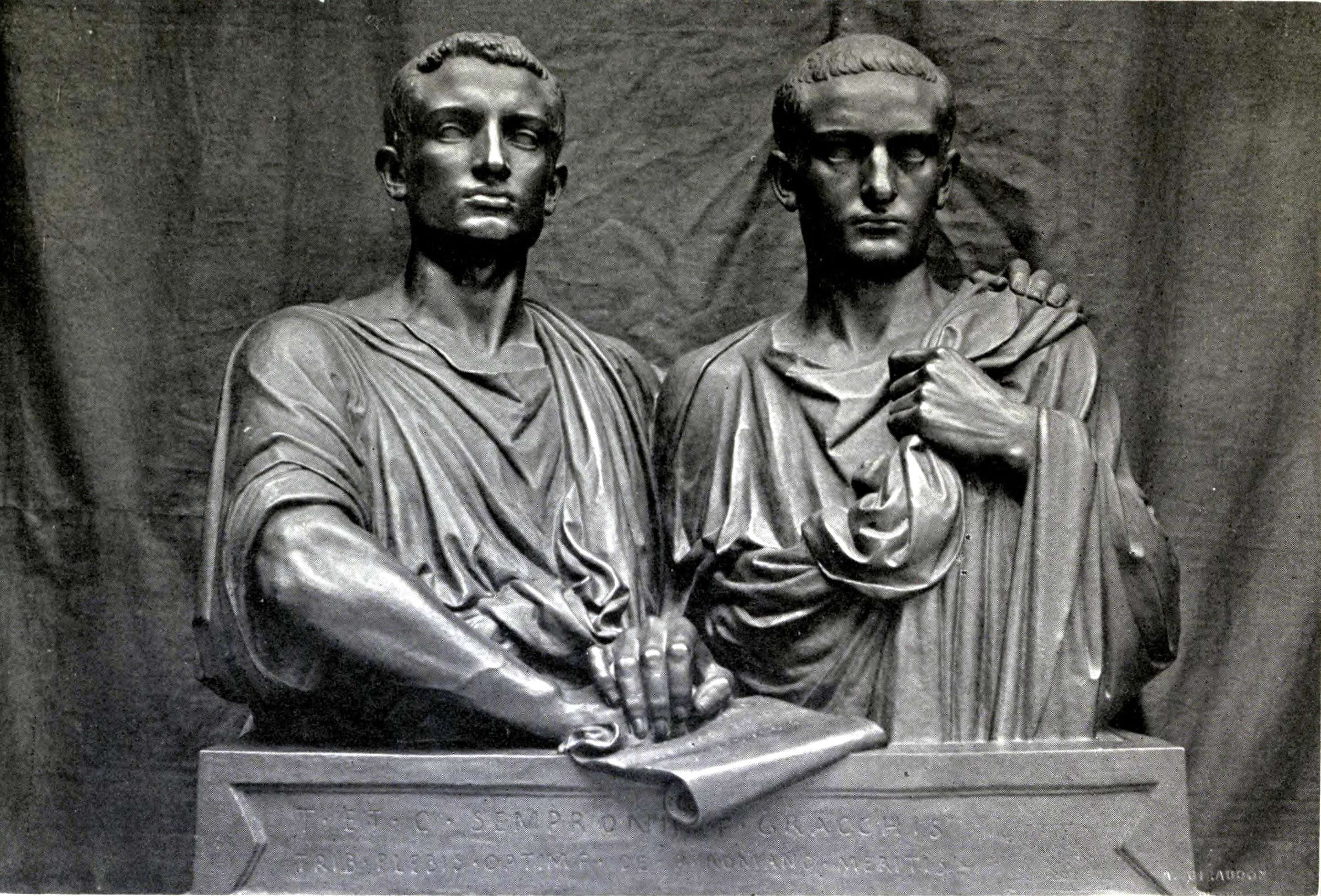
Гракхи. 1853. Бронза. Музей Орсе, Париж
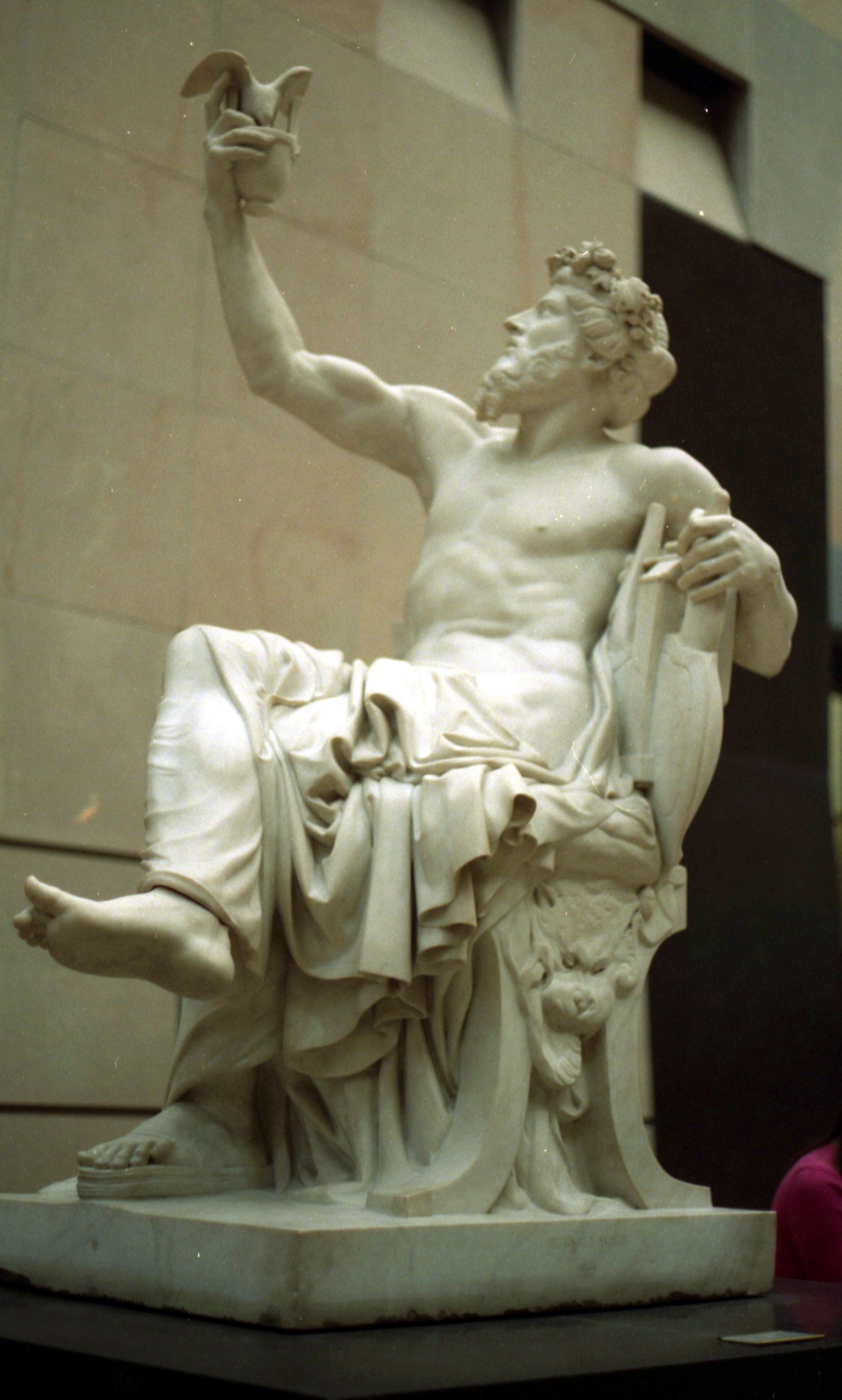
Анакреонт. 1851. Мрамор. Музей Орсе, Париж
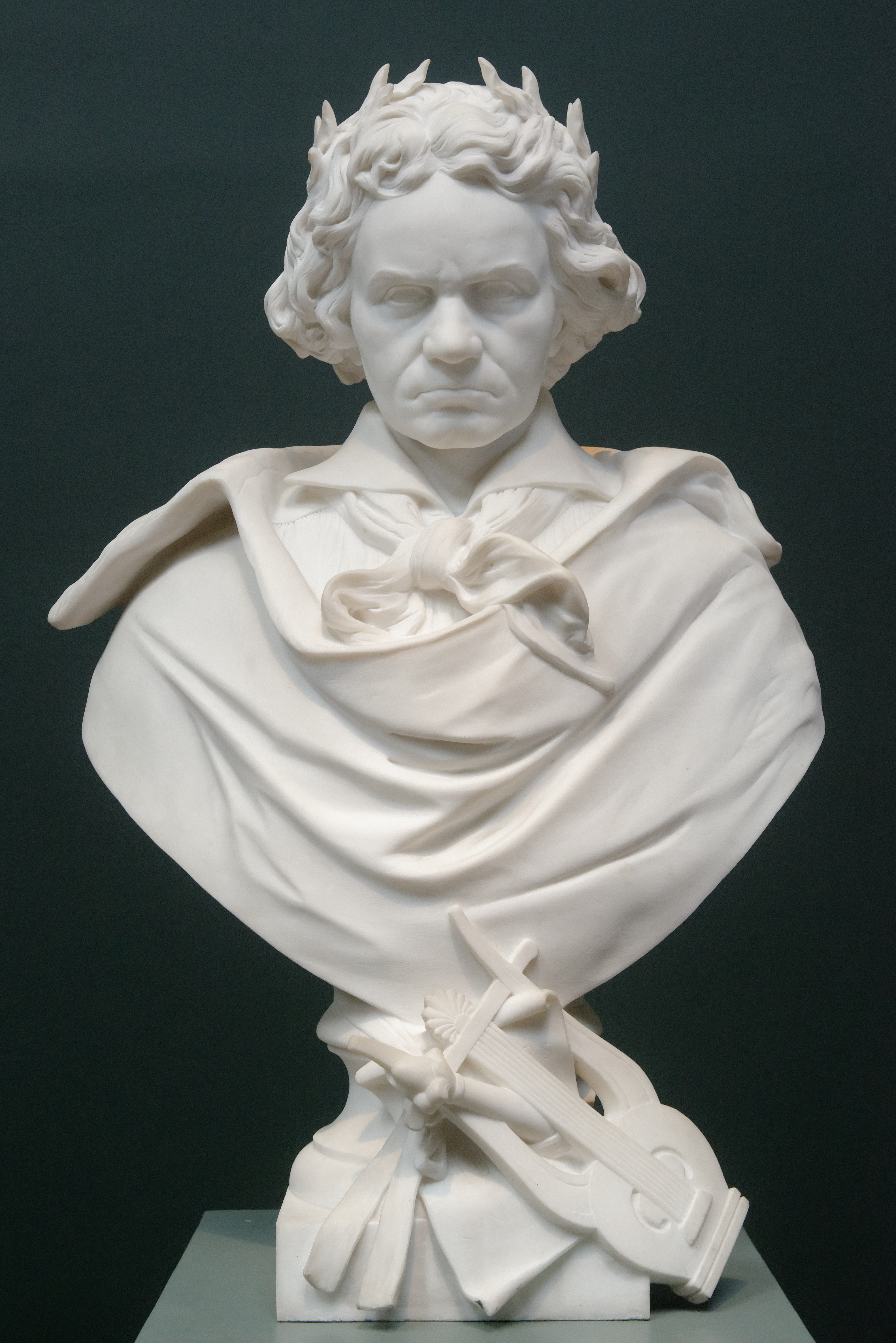
Людвиг ван Бетховен. Мрамор. Новая глиптотека Карлсберга, Копенгаген
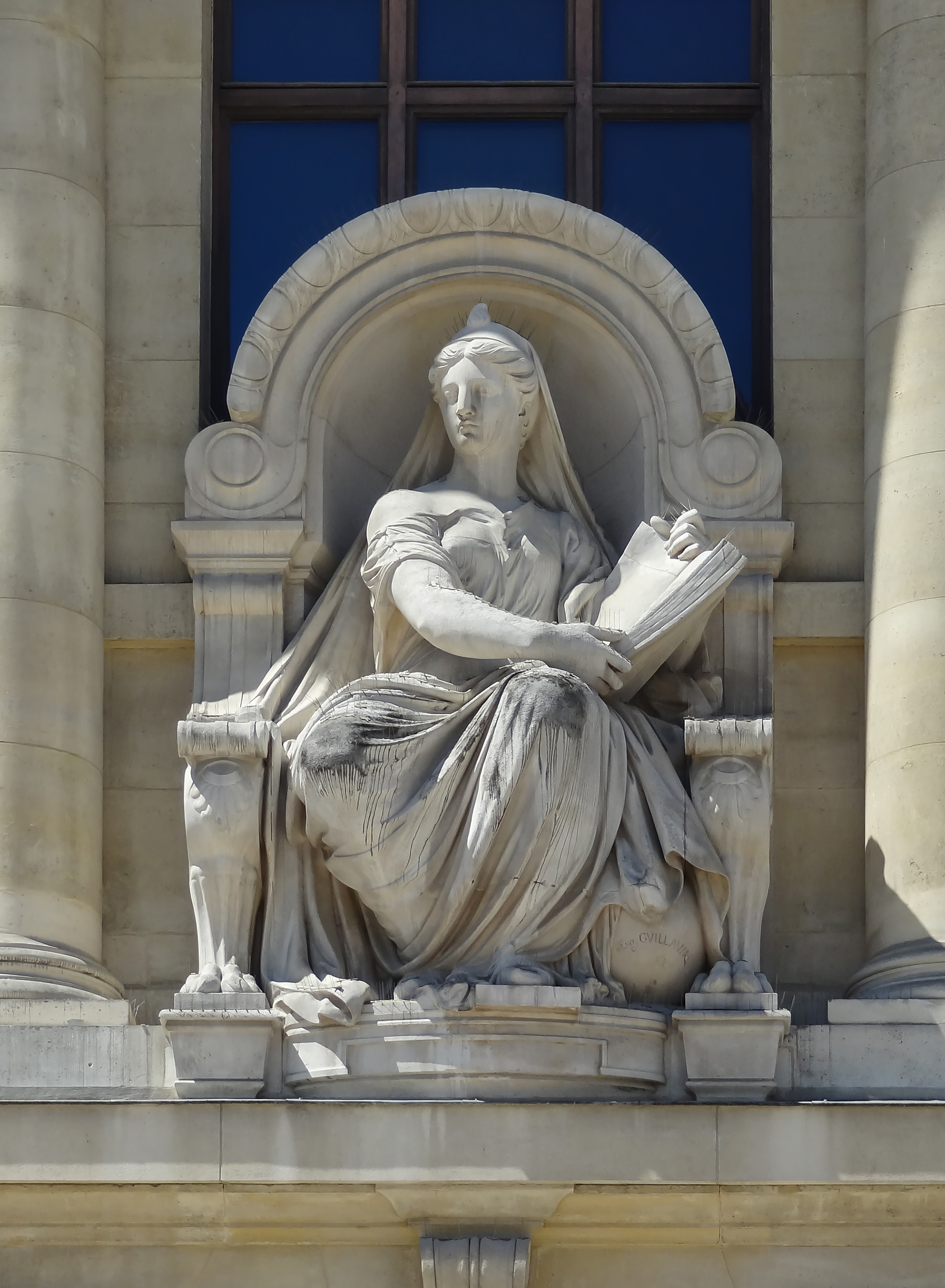
Естественная история. Аллегорическая статуя фасада Большой галереи эволюции, Париж
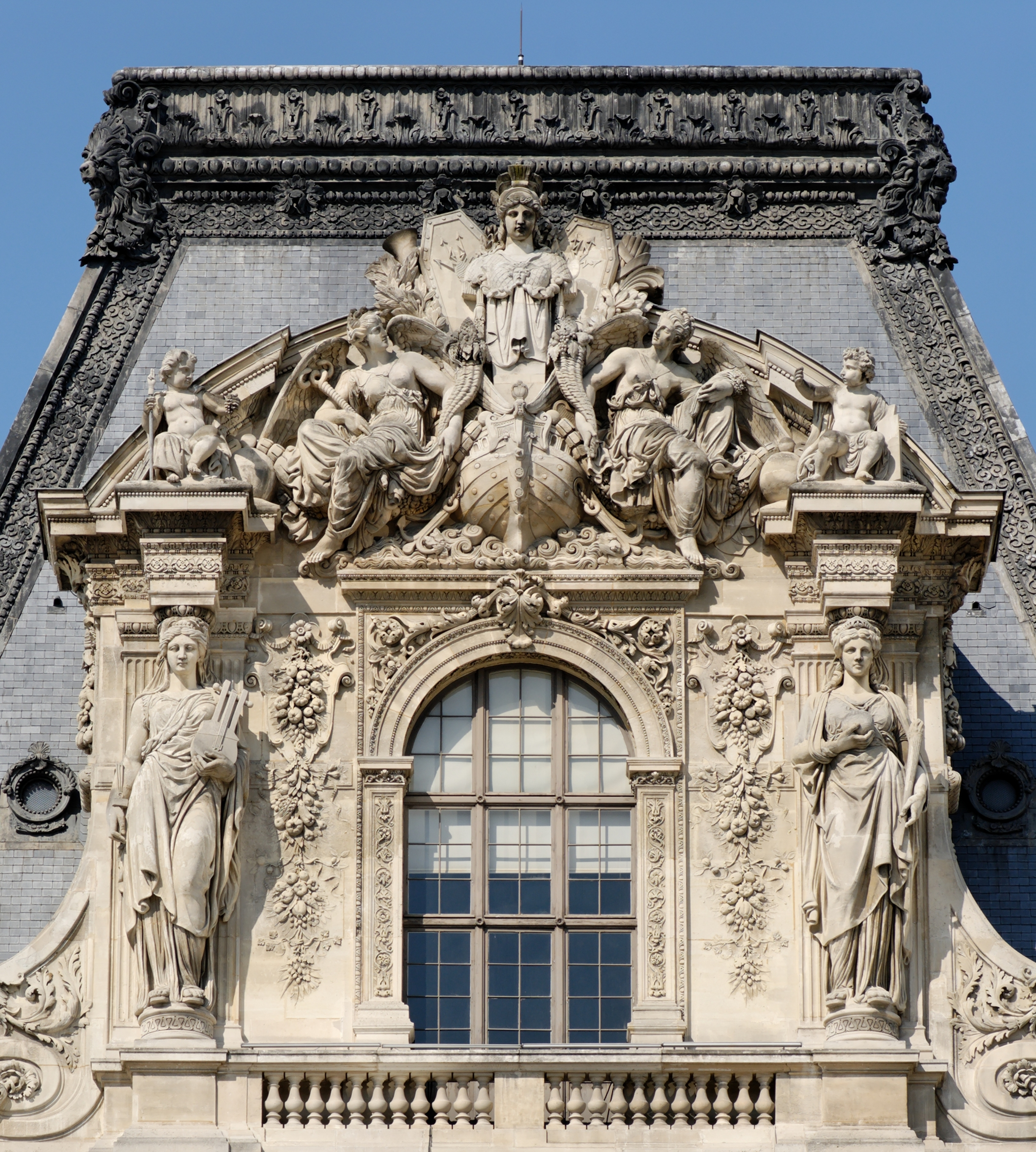
Скульптуры Павильона Тюрго. 1857. Дворец Лувра
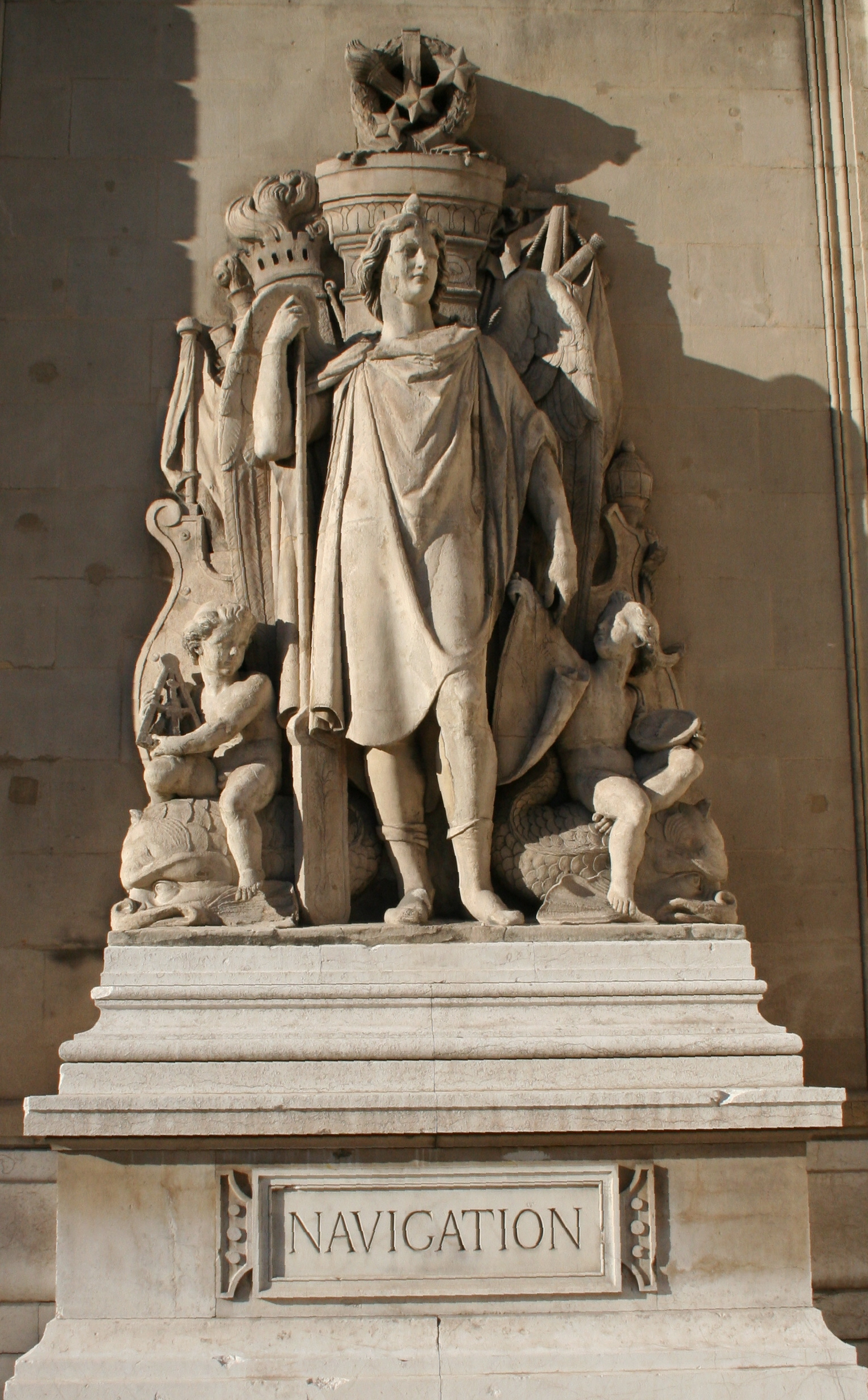
Навигация. Статуя фасада здания Биржи в Марселе
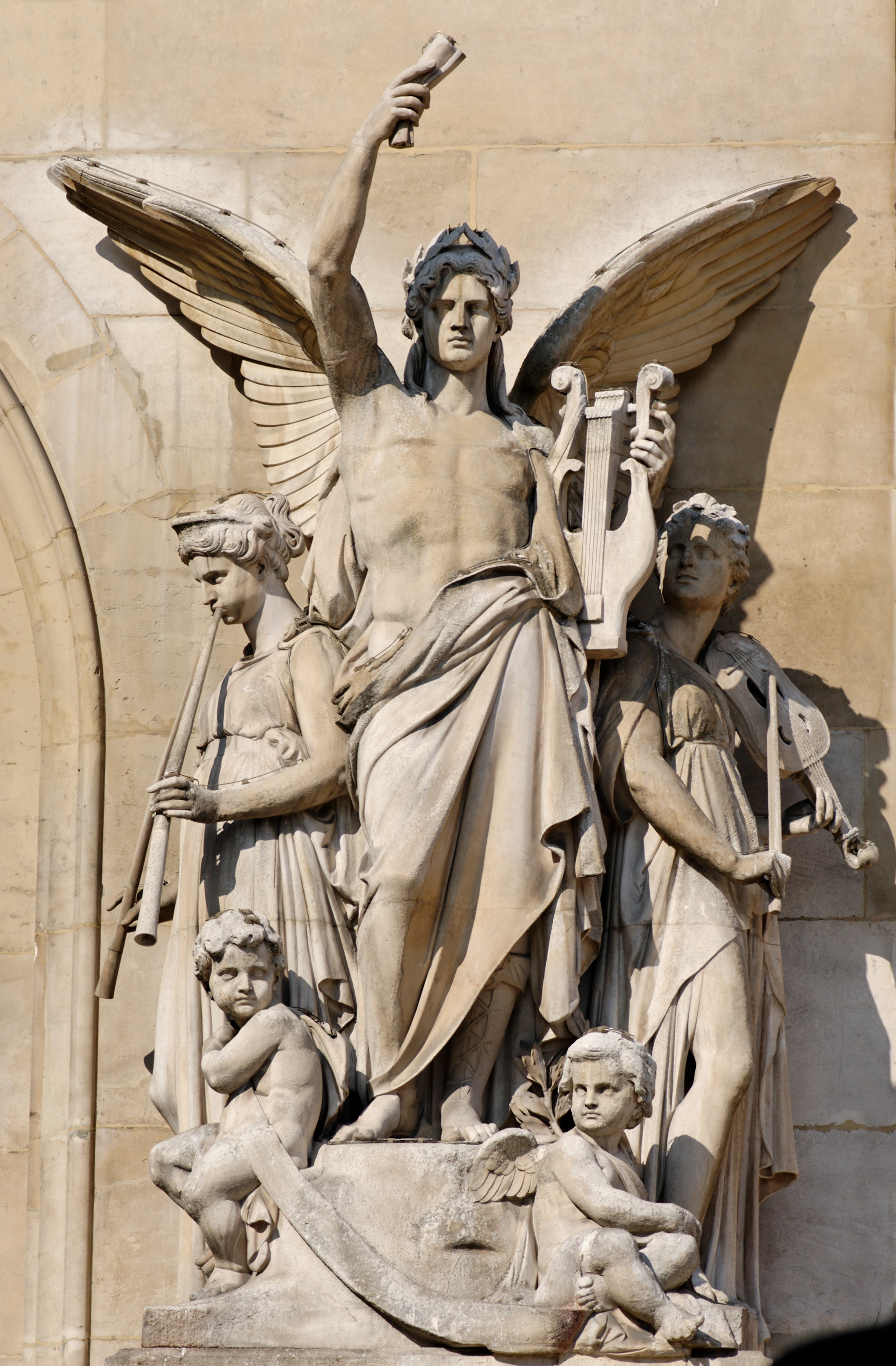
Инструментальная музыка. 1869. Скульптурная группа фасада здания Оперы Гарнье, Париж
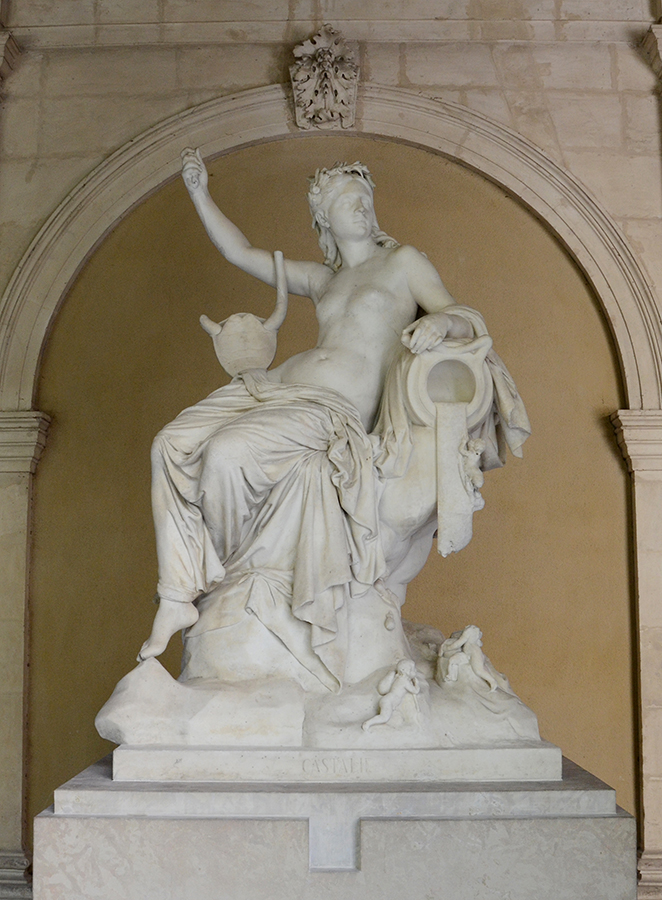
Кастальский источник. 1883. Национальный фонд искусств